# ایر وست کوست
ایر وست کوست (به انگلیسی: Air West Coast) یک شرکت هواپیمایی است.
دفتر مرکزی ایر وست کوست در نیوزیلند واقع شده‌است و به ولینگتون، نیوزیلند، پرواز مستقیم انجام می‌دهد.